# Allonnes, Maine-et-Loire

Allonnes este o comună în departamentul Maine-et-Loire, Franța. În 2009 avea o populație de 2,979 de locuitori.